# St. Laurentius (Freden)

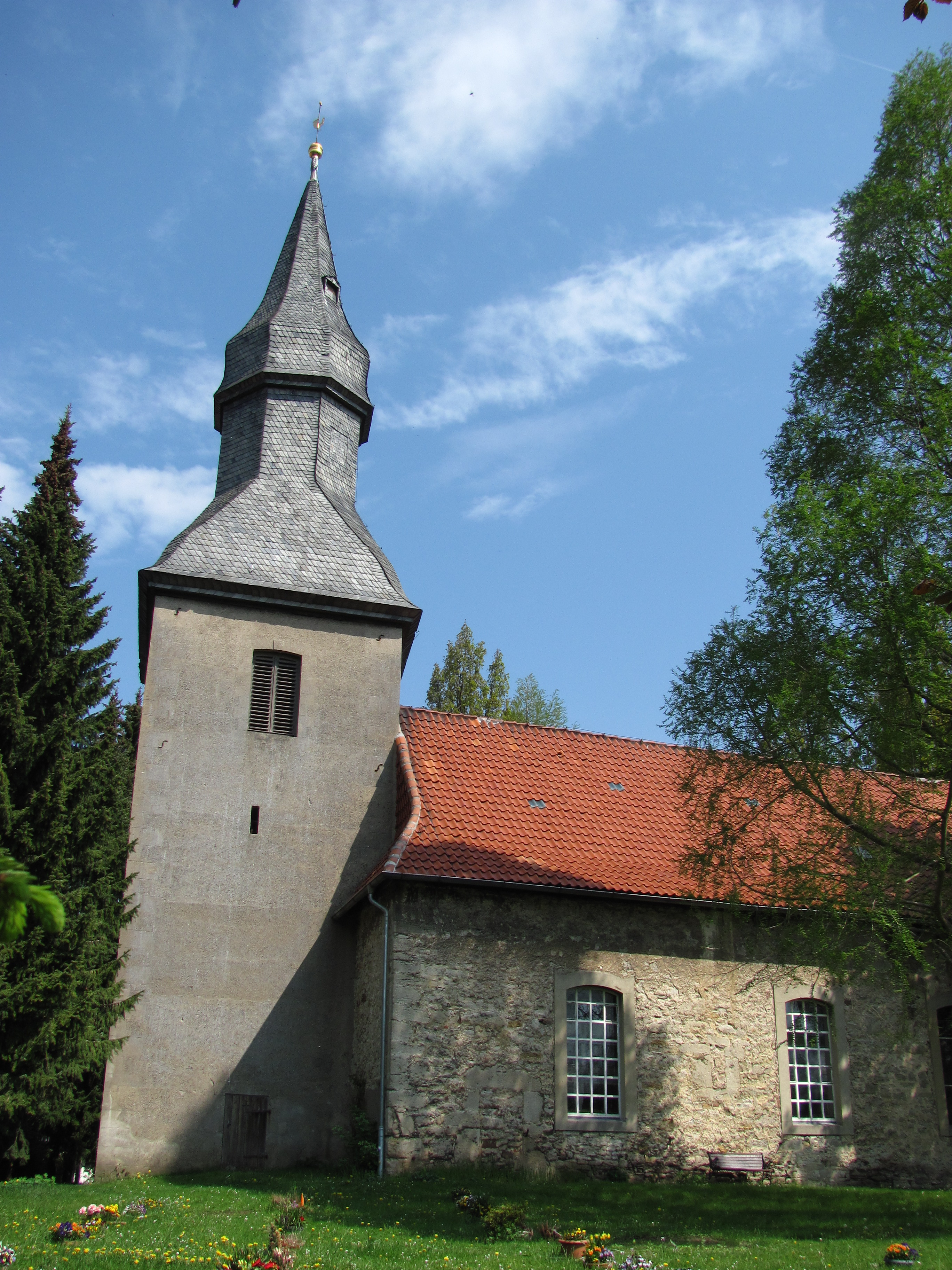
Freden, St. Laurentius

Die evangelisch-lutherische, denkmalgeschützte Friedhofskapelle St. Laurentius steht auf dem Kirchfriedhof von Freden, einer Gemeinde im Landkreis Hildesheim in Niedersachsen. Die Kirchengemeinde gehört zum Kirchenkreis Hildesheimer Land-Alfeld im Sprengel Hildesheim-Göttingen der Evangelisch-lutherischen Landeskirche Hannovers.

## Beschreibung
Eine Wehrkirche entstand bereits im 12. Jahrhundert. Der Kirchturm ist im Kern gotisch, der obere Teil wurde 1667 erneuert. Die Saalkirche mit drei Achsen wurde 1781/82 grundlegend erneuert. Das Portal wurde verlegt und die Fenster wurden vergrößert. Der Giebel im  Osten ist in Holzfachwerk ausgebildet. Der schiefergedeckte Turmhelm von 1820–22 wird vom Quadrat ins Achteck überführt. Im Turm hängen zwei Kirchenglocken.
Der Innenraum ist mit einem hölzernen Spiegelgewölbe überspannt. Die Empore ist U-förmig. Die Wandmalereien stammen aus der ersten Hälfte des 17. Jahrhunderts. 1906 wurde die Kirche durch Carl Wiederhold ausgemalt. An der Südseite ist eine Glasmalerei mit der Darstellung der Geburt Jesu. Zur Kirchenausstattung gehört eine frühgotische Mensa auf Stipes. Darüber befindet sich ein barocker Kanzelaltar aus der Zeit der Erneuerung der Kirche. Das Bild in dem Altarretabel, eine Szene über die Kreuzigung, wurde 1817 gemalt. 1879 wurde eine Orgel mit elf Registern, verteilt auf zwei Manuale und ein Pedal durch Philipp Furtwängler & Söhne hinter dem historischen Prospekt aus dem 18. Jahrhundert gebaut. 1962 wurde die Disposition nach dem barocken Klangideal geändert, 1977 wurde sie überholt.